# بيتر ويلكينسون
بيتر ويلكينسون (بالإنجليزية: Peter Wilkinson)‏ هو محامي وسياسي نيوزلندي، ولد في 12 نوفمبر 1934 في المملكة المتحدة، وتوفي في 19 أكتوبر 1987. انتخب عضو مجلس النواب النيوزيلندي.